# EE Возничего
EE Возничего (лат. EE Aurigae) — одиночная переменная звезда в созвездии Возничего на расстоянии (вычисленном из значения параллакса) приблизительно 1964 световых лет (около 602 парсеков) от Солнца. Видимая звёздная величина звезды — от +15,5m до +13,9m.

## Характеристики
EE Возничего — красная пульсирующая медленная неправильная переменная звезда (LB) спектрального класса M3-M7. Эффективная температура — около 3288 К.